# Per Kaufeldt
Per Ludvig Gösta Kaufeldt (* 1. August 1902 in Södermalm; † 21. März 1956 in Stockholm) war ein schwedischer Fußballspieler, -trainer, Bandy- und Eishockeyspieler.

## Werdegang
Kaufeldt spielte bis 1918 bei verschiedenen Vereinen. So trat er für Hagalunds IS, Tranebergs IF, Westermalms IF und Råsunda IS gegen den Ball. 1918 wechselte er zu AIK Solna, für den er sowohl im Fußball als auch Bandy und Eishockey antrat. 1923 wurde er mit der Mannschaft erstmals schwedischer Fußballmeister. 1924 wechselte er für eine Spielzeit nach Frankreich zu Sports Olympiques Montpelliérains. Nach der Rückkehr schloss er sich wieder AIK an. 1931 wurde er mit dem Klub schwedischer Bandymeister, ein Jahr später wiederholte er den Erfolg im Fußball. 1934 beendete er seine aktive Laufbahn.
Zwischen 1921 und 1933 bestritt Kaufeldt 33 Länderspiele für die schwedische Fußballnationalmannschaft. Bei den Olympischen Spielen 1924 gewann er mit der Landesauswahl die Bronzemedaille. Außerdem stand er zwei Mal für die Bandynationalmannschaft auf dem Eis.
1935 wechselte Kaufeldt auf die Trainerbank der Fußballabteilung von AIK. Bis 1940 arbeitete er als Betreuer des Klubs, ehe er sich Hammarby IF anschloss. 1944 zog es ihn zu Djurgårdens IF, die er bis 1950 betreute. Anschließend ging er bis 1952 zu Örebro SK. Von 1952 bis 1955 stand er wieder in Diensten von AIK.